# 2蚊遊
《2蚊遊》（Two Dollar Senior Tours）是香港電視娛樂製作的資訊節目，一共有三輯：第一輯由2016年10月29日開始到2017年3月11日逢星期六早上08:00-08:30於ViuTV首播，節目主持為馮寶欣；第二輯由2017年5月28日開始到10月8日逢星期日早上08:00-08:30於ViuTV首播，節目主持為楊民翠（點點）、李文意（阿My）；第三輯由2018年9月2日到2019年1月13日逢星期日早上08:00-08:30於ViuTV首播，節目主持為楊民翠（點點）、文悅程（程程）。 

## 簡介
節目因應香港政府推出長者2元乘車優惠，介紹各區適合長者去的地方。
雖然它官方介紹宣稱會去全「香港十九區」（第三輯修正做「十八區」），但因為有些區域去了不止一次，第一輯二十集節目入面最後有三區沒有去過：南區、葵青區和離島區，到做完第二輯合共40集節目，南區和葵青區依然都是沒有去，到做完第三輯合共60集節目，南區依然都是沒有去。另外，第一輯每集都會去該區入面數個地方，第二輯某些集數會用大部份甚至全部時間集中介紹同一笪地方。

## 每集一覽

### 第一輯
| 集數 | 播映日期       | 主題             |
| 1    | 2016年10月29日 | 西營盤           |
| 2    | 2016年11月5日  | 九龍城           |
| 3    | 2016年11月12日 | 黃大仙           |
| 4    | 2016年11月19日 | 元朗             |
| 5    | 2016年11月26日 | 觀塘             |
| 6    | 2016年12月3日  | 荃灣             |
| 7    | 2016年12月10日 | 油尖旺           |
| 8    | 2016年12月17日 | 深水埗           |
| 9    | 2016年12月24日 | 灣仔             |
| 10   | 2016年12月31日 | 珀麗灣（荃灣區） |
| 11   | 2017年1月7日   | 油尖旺           |
| 12   | 2017年1月14日  | 沙田             |
| 13   | 2017年1月21日  | 屯門             |
| 14   | 2017年1月28日  | 大埔             |
| 15   | 2017年2月4日   | 西貢             |
| 16   | 2017年2月11日  | 銅鑼灣           |
| 17   | 2017年2月18日  | 西貢             |
| 18   | 2017年2月25日  | 跑馬地           |
| 19   | 2017年3月4日   | 東區             |
| 20   | 2017年3月11日  | 北區             |

### 第二輯
| 集數 | 播映日期      | 主題                          |
| 1    | 2017年5月28日 | 大圍                          |
| 2    | 2017年6月4日  | 美荷樓                        |
| 3    | 2017年6月11日 | 錦上路菠蘿園                  |
| 4    | 2017年6月18日 | 鯉魚門                        |
| 5    | 2017年6月25日 | 錦上路站                      |
| 6    | 2017年7月2日  | 油麻地的果欄                  |
| 7    | 2017年7月9日  | 堅離地城 （荃灣行人天橋網絡） |
| 8    | 2017年7月16日 | 楊屋道街市                    |
| 9    | 2017年7月23日 | 香港鐵路博物館                |
| 10   | 2017年7月30日 | 大澳                          |
| 11   | 2017年8月6日  | 大澳嘅土產市場                |
| 12   | 2017年8月13日 | 屯門                          |
| 13   | 2017年8月20日 | 鰂魚涌                        |
| 14   | 2017年8月27日 | 紅磡                          |
| 15   | 2017年9月3日  | 香港公園                      |
| 16   | 2017年9月10日 | 尖沙咀 金巴利街               |
| 17   | 2017年9月17日 | 東涌香港街市                  |
| 18   | 2017年9月24日 | 九龍城                        |
| 19   | 2017年10月1日 | 春秧街                        |
| 20   | 2017年10月8日 | 長沙灣                        |

### 第三輯
| 集數 | 播映日期       | 主題               |
| 1    | 2018年9月2日   | 中西區             |
| 2    | 2018年9月9日   | 中西區             |
| 3    | 2018年9月16日  | 元朗               |
| 4    | 2018年9月23日  | 觀塘               |
| 5    | 2018年9月30日  | 灣仔               |
| 6    | 2018年10月7日  | 葵青               |
| 7    | 2018年10月14日 | 油尖旺             |
| 8    | 2018年10月21日 | 港島東區           |
| 9    | 2018年10月28日 | 荃灣區             |
| 10   | 2018年11月4日  | 荃灣區             |
| 11   | 2018年11月11日 | 土瓜灣十三街       |
| 12   | 2018年11月18日 | 認識最新嘅九龍城區 |
| 13   | 2018年11月25日 | 黃大仙             |
| 14   | 2018年12月2日  | 西貢               |
| 15   | 2018年12月9日  | 深水埗             |
| 16   | 2018年12月16日 | 長沙灣             |
| 17   | 2018年12月23日 | 南丫島             |
| 18   | 2018年12月30日 | 南丫島             |
| 19   | 2019年1月6日   | 觀塘               |
| 20   | 2019年1月13日  | 美食行程           |

## 節目調動
- 2017年7月30日：由於直播《國際冠軍盃 2017：皇家馬德里 對 巴塞隆拿》，節目提前到7月29日星期六14:30-15:00播映。

## 外部連結
- ViuTV：2蚊遊 （页面存档备份，存于）
- ViuTV：2蚊遊2 （页面存档备份，存于）
- ViuTV：2蚊遊3 （页面存档备份，存于）